# Arhidieceza de Köln

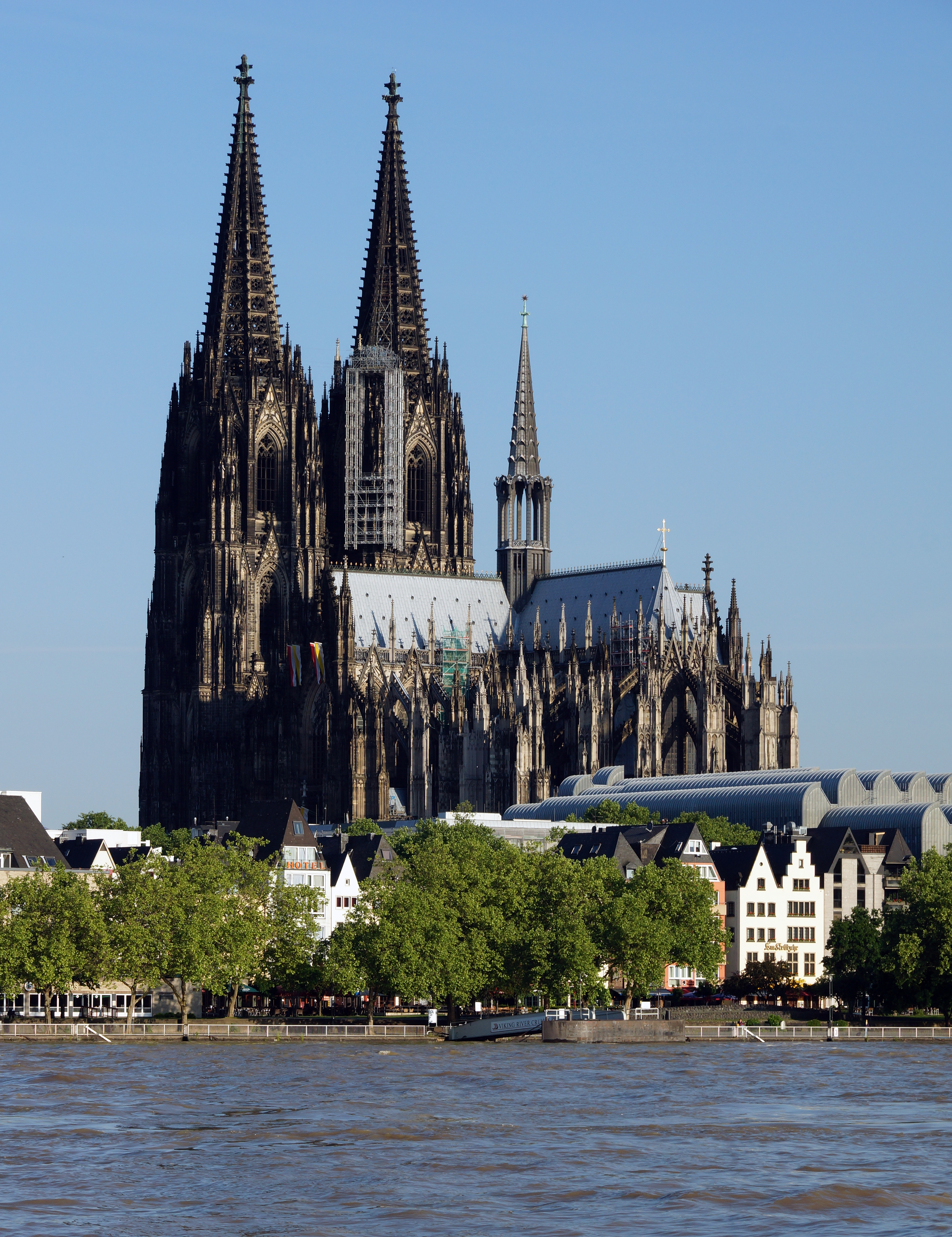
Catedrala din Köln

Arhidieceza romano-catolică de Köln (în latină Archidioecesis Coloniensis) este una dintre cele șapte arhiepiscopii mitropolitane ale Bisericii Romano-Catolice din Germania, cu sediul în orașul Köln. Este una din cele mai importante arhiepiscopii din Germania, cu cinci episcopii sufragane: Dieceza de Aachen, Dieceza de Essen, Dieceza de Limburg, Dieceza de Münster și Dieceza de Trier.

## Istoric
Conform tradiției, episcopia ar fi fost fondată în anul 313 d.Hr. Primul episcop a fost Maternus, care este menționat într-un document ce face referire la participarea sa în calitate de episcop de Köln la Sinodul de la Roma din anul 313 și la cel de la Arles din 314. Acest lucru face ca arhiepiscopia să fie cea mai veche din Germania. În anul 795 episcopia este ridicată la rangul de arhiepiscopie.
În anul 1164 arhiepiscopia de Köln devine un important loc de pelerinaj pentru creștinii din întreaga Europă, după ce sunt aduse de la Milano moaștele Celor Trei Magi, regii biblici ce au participat și au adus daruri la nașterea lui Isus Cristos. În timpul arhiepiscopului Konrad von Hochstaden, vechea catedrală carolingiană a fost distrusă și a fost construită una nouă în stil gotic, Domul din Köln. 
Spre deosebire de alte episcopii romano-catolice germane, arhiepiscopia de Köln nu a fost prea mult afectată de Reforma Protestantă din secolul al XVI-lea. Cu toate acestea a avut de suferit în urma Războaiele Napoleoniene. În prezent arhiepiscopia este una din cele mai importante din Germania.

## Personalități
Arhiepiscopul Maximilian Franz (1784-1801), fratele împăratului Iosif al II-lea și al reginei Maria Antoaneta, a facilitat și susținut cariera muzicală a lui Ludwig van Beethoven.

## Relațiile cu răsăritul creștin
Arhidieceza de Köln este din secolul al XIX-lea principala finanțatoare a Mănăstirii Adormirea Maicii Domnului din Ierusalim⁠(en)[traduceți], cu o obște benedictină originară din Germania.
În anul 1990, în semn de prețuire și ajutor frățesc, a transferat Mănăstirea Deutz în folosința comunității ortodoxe elene din Köln.